# Luis Herrera (tenisista)
Luis-Enrique Herrera (ur. 27 sierpnia 1971 w Meksyku) – meksykański tenisista, reprezentant w Pucharze Davisa.

## Kariera tenisowa
Występując jeszcze w gronie juniorów Herrera osiągnął w 1989 roku finał Rolanda Garrosa w grze podwójnej chłopców, w parze z Markiem Knowlesem.
Jako zawodowy tenisista występował w latach 1989–2000.
Awansował do jednego finału z cyklu ATP World Tour w grze pojedynczej i grze podwójnej.
W latach 1990–1999 reprezentował Meksyk w Pucharze Davisa, rozgrywając łącznie 30 meczów, z których w 13 zwyciężył.
W 1991 roku Herrera zdobył złoty medal w grze pojedynczej podczas igrzysk panamerykańskich w Hawanie.
W rankingu gry pojedynczej Herrera najwyżej był na 49. miejscu (9 listopada 1992), a w klasyfikacji gry podwójnej na 117. pozycji (21 sierpnia 1989).

### Finały w turniejach ATP World Tour
| Nazwa                        |
| ---------------------------- |
| Wielki Szlem                 |
| Igrzyska olimpijskie         |
| ATP Tour World Championships |
| ATP Masters Series           |
| ATP Championship Series      |
| ATP World Series             |

#### Gra pojedyncza (0–1)
| Końcowy wynik | Nr | Data             | Turniej | Nawierzchnia | Przeciwnik   | Wynik finału |
| ------------- | -- | ---------------- | ------- | ------------ | ------------ | ------------ |
| Finalista     | 1. | 8 listopada 1992 | Búzios  | Twarda       | Jaime Oncins | 3:6, 2:6     |

#### Gra podwójna (0–1)
| Końcowy wynik | Nr | Data                 | Turniej | Nawierzchnia | Partner         | Przeciwnicy                     | Wynik finału  |
| ------------- | -- | -------------------- | ------- | ------------ | --------------- | ------------------------------- | ------------- |
| Finalista     | 1. | 26 października 1997 | Meksyk  | Ceglana      | Mariano Sánchez | Nicolás Lapentti Daniel Orsanic | 6:4, 3:6, 6:7 |